# 苦勞網
苦勞網（英語：Coolloud），成立於1997年，是一個長期關注台灣社會運動相關訊息的網路媒體，創辦人之一是孫窮理，理事長為王顥中。苦勞網以「運動的媒體，媒體的運動」自許，其前身為「苦勞工作室」及「苦勞工作站」。
苦勞網藉由實地採訪、報導和評論寫作，試圖介入議題，以與受訪者共同創造具批判觀點的報導。除了自產報導及新聞評論之外，苦勞網長年來都是社會運動與非營利組織訊息發布的平台。
2002年，苦勞網於內政部立案登記為社團法人「台灣勞工資訊教育協會」。

## 創立背景
1997年，世新大學《立報》社經營困難，資遣全數員工，並以擇優但年資歸零的方式回聘員工。立報教育組組長孫窮理（29歲）無法接受成露茜的管理方式，認為她剝削勞工，就與世新大學社會發展研究所的朋友卞中佩等人，利用研究所的電腦架設「苦勞工作站」網站，作為內部成員蒐集、分享社運資料的平臺，僅提供剪報、短評與架論壇等服務。直到1998年，苦勞工作站成員卞中佩至臺中調查「統聯客運罷駛事件」，為苦勞網正式轉型為社運媒體開啟序幕。惟苦勞工作站的成員因大多是世新大學社會發展研究所的學生，未受過體系化的記者訓練，因此成員不受組織化控制，但具高度的自主性，並對社會運動抱有高度熱忱，使得苦勞網的報導偏向為社運發聲或批判主流媒體。
苦勞網之竄起，與1990年代末期的媒體態度和社運需求有關。當時主流媒體普遍忽略社會運動，而且當時的社運團體亦不熟悉網路技術，缺乏發聲和資訊交流的管道和平台。而苦勞網的正能彌補當時社運團體的發聲需求，「社運公佈欄」的建置，讓原本無法刊登於主流媒體的新聞稿，能出現在公開的平台。而簡報與論壇的網站服務，亦能滿足社運工作者整理資料、交換資訊和對話的需求。

## 平面出版

### 專書
- 2000年12月，苦勞工作站與敬仁勞工中心、女媧工作室合著出版《勞工看的台灣史》[3][9][10]。

- 2001年8月至2002年2月，因民進黨政府召開「經濟發展諮詢會議」，期間背離對「環境」和「勞工」相對友善的主張，苦勞網於經發會期間持續追蹤報導，並且在這之後，募款集結成《審判經發會》一書[3][10]。

#### 工運年鑑
2006年至2011年，苦勞網特約記者孫窮理等人與世新大學社會發展研究所副教授陳政亮合作，編撰工運年鑑系列書籍：
- 《工運年鑑 2003.06-2004.05》（2006年）[11]
- 《工運年鑑2004.06-2005.05》（2007年12月）[12][13]
- 《工運年鑑2005.06-2006.05》（2011年6月）[14]

## 獲獎記錄
| 日期   | 獎項                          | 入圍/得獎 | 得獎作品或記者 |
| ------ | ----------------------------- | --------- | --- |
| 2007年 | 卓越新聞基金會 【社會公器獎】 | 獲獎      | 孫窮理代表領獎 |
| 2012年 | 卓越新聞獎                    | 僅入圍    | 【平面報導類-最佳調查報導獎】國境邊陲──蘭嶼核廢料檢整系列報導 （页面存档备份，存于）／孫窮理 【平面報導類-最佳專題報導獎】馬祖博弈中 （页面存档备份，存于）／孫窮理、王顥中 |
| 2013年 | 卓越新聞獎                    | 獲獎      | 【平面報導類-新聞評論獎】服貿爛透了？沒錯！這就是自由貿易 （页面存档备份，存于）／孫窮理                                                                                    |

## 評價

### 正面評價
2007年11月，《苦勞網》獲得卓越新聞獎基金會頒發第二屆社會公器獎，卓越新聞獎基金會在其所發表的官方新聞稿中宣稱：「《苦勞網》長期關注社會議題，使用網路媒體討論勞工、外籍新移民者、殘障者等弱勢團體在台灣的社會適應及其問題，在主流媒體之外，發表另類觀點和相關資訊供社會大眾參考，相當程度上填補了當前主流媒體的若干資訊空檔。最近幾年並逐漸擴及人權、環保、文化議題的報導，並提供網路空間給數十個弱勢團體作為交換意見的平台，重視弱勢者的傳播人權。作為一個媒體，《苦勞網》以極其有限的資源長期為公益發聲，其用心與成效，值得肯定。」

### 負面評價
台灣左翼媒體破土認為，苦勞網已「不能被視為報導台灣社會運動的左翼刊物」，而是「徹頭徹尾的中國民族主義左統刊物」。該媒體還認為「苦勞網的政治走向越來越趨近於一種反對台灣社會運動的所謂『主流』，而非反對右翼勢力的立場」，同時指控苦勞網對恐同組織「護家盟」新聞稿全文照登，認為「在同性婚姻的議題上，苦勞網很有可能也認為自己必須對抗台灣社會運動的主流趨勢」。據稱苦勞綱首要人物王顥中曾經對部份抨擊意見作出回應，破土則發表文章稱這些回應「完全劃錯重點」。

## 延伸閱讀
- 蔡鴻濱，《網路社會運動之語藝分析：以苦勞網中“香港反WTO”事件爲例》，載於《傳播與管理研究》6卷1期（2006年7月）
- 《紙上座談會—網路媒體與社會運動》，載於《新聞學研究》第62期，187-197頁
- 陳靜雲，〈台灣第一個深度社運網站  苦勞網為社會基層發聲〉，原載《新新聞》第703期（線上閱讀 （页面存档备份，存于））。
- 生命力新聞：〈苦勞工作站  堅守崗位關懷勞工〉／林志昊報導

## 外部連結
- 官方网站